# ロサンゼルス・レイカーズの年代別主要選手一覧
ロサンゼルス・レイカーズの年代別主要選手の一覧。
ロサンゼルス・レイカーズは、カリフォルニア州ロサンゼルスを拠点とするアメリカのプロバスケットボールチームである。1947年にミシガン州デトロイトで設立され、その後ミネソタ州ミネアポリスに移動した。
- 太文字…殿堂入り選手
- (C)…優勝時に在籍した選手
- (M)…在籍時にMVPを獲得した選手
- (50)…偉大な50人
- (75)…偉大な75人

| 1940年代 (プレーオフ進出：1回 ファイナル進出：1回 優勝：1回) - ジョージ・マイカン 99 (George Mikan) ：1948-1956 (C) (50) (75) - ジム・ポラード 17 (Jim Pollard) ：1948-1955 (C) - ヴァーン・ミッケルセン 19 (Vern Mikkelsen) ：1949-1959 (C) - スレーター・マーティン 22 (Slater Martin) ：1949-1956 (C) 1950年代 (プレーオフ進出：9回 ファイナル進出：5回 優勝：4回) - クライド・ラヴレット 34 (Clyde Lovellette) ：1953-1957 (C) - ディック・ガーメイカー (Dick Garmaker) ：1955-1960 - ラリー・ファウスト (Larry Foust) ：1957-1959 - エルジン・ベイラー 22 (Elgin Baylor) ：1958-1971 (C) (50) (75) - ルディー・ラルッソ (Rudy LaRusso) ：1959-1967 1960年代 (プレーオフ進出：10回 ファイナル進出：6回) - ジェリー・ウェスト 44 (Jerry West) ：1960-1974 (C) (50) (75) - ディック・バーネット (Dick Barnett) ：1962-1965 - ウィルト・チェンバレン 13 (Wilt Chamberlain) ：1968-1973 (C) (50) (75) - ゲイル・グッドリッチ 25 (Gail Goodrich) ：1965-1968 (C) - ハッピー・ハーストン (Happy Hairston) ：1969-1975 (C) 1970年代 (プレーオフ進出：8回 ファイナル進出：3回 優勝：1回) - ジム・マクミリアン (Jim McMillian) ：1970-1973 (C) - エルモア・スミス (Elmore Smith) ：1973-1975 - カリーム・アブドゥル＝ジャバー 33 (Kareem Abdul-Jabbar) ：1975-1989 (M) (C) (50) (75) - ノーム・ニクソン (Norm Nixon) ：1977-1983 (C) - ジャマール・ウィルクス 52 (Jamal wilkes) ：1977-1985 - マイケル・クーパー (Michael Cooper) ：1978-1990 (C) - マジック・ジョンソン 32 (Magic Johnson) ：1979-1991、1996 (M) (C) (50) (75) 1980年代 (プレーオフ進出：10回 ファイナル進出：8回 優勝：4回) - ボブ・マカドゥー 11 (Bob McAdoo) ：1981-1985 (C) (50) (75) - カート・ランビス (Kurt Rambis) ：1981-1988 (C)、1993-1995 - ジェームズ・ウォージー 42 (James Worthy) ：1982-1994 (C) (50) (75) - バイロン・スコット (Byron Scott) ：1983–1993 (C)、1996–1997 - ペートゥル・グズムンドソン (Pétur Guðmundsson) ：1985-1986 - A.C.グリーン (A.C. Green) ：1985-1993、1999-2000 (C) - マイカル・トンプソン (Mychal Thompson) : 1987-1991 (C) - ブラデ・ディバッツ (Vlade Divac) ：1989-1996、2004-2005 | 1990年代 (プレーオフ進出：9回 ファイナル進出：1回) - エルデン・キャンベル (Elden Campbell) : 1990-1999 - ニック・ヴァン・エクセル (Nick Van Exel) ：1993-1998 - エディー・ジョーンズ (Eddie Jones) ：1994-1999 - コービー・ブライアント 8 , 24(Kobe Bryant) ：1996-2016 (M) (C) (75) - デレック・フィッシャー (Derek Fisher) ：1996-2004 (C)、2007-2012 (C) - シャキール・オニール 34(Shaquille O'Neal) ：1996-2004 (M) (C) (50) (75) - ロバート・オーリー (Robert Horry) ：1997-2003 (C) - リック・フォックス (Rick Fox) ：1997-2004 (C) - デヴィン・ジョージ (Devean George) ：1999-2006 (C) - ロン・ハーパー (Ron Harper) ：1999-2001 (C) - グレン・ライス (Glen Rice) ：1999-2000 (C) - デニス・ロッドマン (Dennis Rodman) ：1999 (75) - ブライアン・ショウ (Brian Shaw) ：1999-2003 (C) 2000年代 (プレーオフ進出：9回 ファイナル進出：5回 優勝：4回) - ホーレス・グラント (Horace Grant) : 2000-2001, 2003-2004 (C) - マーク・マドセン (Mark Madsen) : 2000-2003 (C) - リンジー・ハンター (Lindsey Hunter) : 2001-2002 (C) - カール・マローン (Karl Malone) : 2003-2004 (75) - ゲイリー・ペイトン (Gary Payton) : 2003-2004 (75) - ルーク・ウォルトン (Luke Walton) : 2003-2012 (C) - ラマー・オドム (Lamar Odom) : 2004-2011 (C) - クリス・ミーム (Chris Mihm) : 2004-2009 - サーシャ・ブヤチッチ (Sasha Vujačić) : 2004-2010 (C) - スマッシュ・パーカー (Smush Parker) : 2005-2007 - アンドリュー・バイナム (Andrew Bynum) : 2005-2012 (C) - ジョーダン・ファーマー (Jordan Farmer) : 2006-2010, 2013-2014 (C) - トレバー・アリーザ (Trevor Ariza) : 2007-2009, 2021-22 (C) - パウ・ガソル (Pau Gasol) : 2008-2014 (C) - D・J・ベンガ (D. J. Mbenga) : 2008-2010 (C) - ジョシュ・パウエル (Josh Powell) : 2008-2010 (C) - シャノン・ブラウン (Shannon Brown) : 2008-2011 (C) - メッタ・ワールド・ピース (Metta World Peace) : 2009-2013, 2015-2017 (C) | 2010年代 (プレーオフ進出：4回 ファイナル進出：1回 優勝：1回) - スティーブ・ブレイク (Steve Brake) : 2010-2014 - マット・バーンズ (Matt Barnes) : 2010-2012 - ジョーダン・ヒル (Jordan Hill) : 2012-2015 - ドワイト・ハワード (Dwight Howard) : 2012-2013, 2019-2020, 2021-22 (C) - スティーブ・ナッシュ (Steve Nash) : 2012-2015 (75) - ニック・ヤング (Nick Young) : 2013-2017 - クリス・ケイマン (Chris Kaman) : 2013-2014 - カルロス・ブーザー (Carlos Boozer) : 2014-2015 - ジェレミー・リン (Jeremy Lin) : 2014-2015 - ジュリアス・ランドル (Julius Randle) : 2014-2018 - ジョーダン・クラークソン (Jordan Clarkson) : 2014-2018 - ロイ・ヒバート (Roy Hibbert) : 2015-2016 - ルー・ウィリアムズ (Lou Williams) : 2015-2017 - ディアンジェロ・ラッセル (D'Angelo Russell) : 2015-2017, 2023-2024 - ルオル・デン (Luol Deng) : 2016-2018 - ティモフェイ・モズコフ (Timofey Mozgov) : 2016-2017 - ブランドン・イングラム (Brandon Ingram) : 2016-2019 - ブルック・ロペス (Brook Lopez) : 2017-2018 - ケンテイビアス・コールドウェル＝ポープ (Kentavious Caldwell-Pope) : 2017-2021 (C) - ロンゾ・ボール (Lonzo Ball) : 2017-2019 - カイル・クーズマ (Kyle Kuzma) : 2017-2021 (C) - アレックス・カルーソ (Alex Caruso) : 2017-2021 (C) - レブロン・ジェームズ (LeBron James) : 2018- (C)(75) - ランス・スティーブンソン (Lance Stephenson) : 2018-2019 - ラジョン・ロンド (Rajon Rondo) : 2018-2020, 2021-22 (C) - ジャベール・マギー (JaVale McGee) : 2018-2020 (C) - アンソニー・デイビス (Anthony Davis) : 2019-2025 (C)(75) - ダニー・グリーン (Danny Green) : 2019-2020 (C) - エイブリー・ブラッドリー (Avery Bradley) : 2019-2020, 2021-2022 (C) - テイレン・ホートン＝タッカー (Talen Horton-Tucker) : 2019-2022 (C) 2020年代 (プレーオフ進出：2回 ファイナル進出：1回 優勝：1回) - マーキーフ・モリス (Markieff Morris) : 2020-2021, 2025- (C) - マルク・ガソル (Marc Gasol) : 2020-2021 - オースティン・リーブス (Austin Reaves) : 2021- - カーメロ・アンソニー (Carmelo Anthony) : 2021-2022 (75) - ラッセル・ウェストブルック (Russell Westbrook) : 2021-2023 (75) - 八村塁 (Rui Hachimura) : 2023- - ルカ・ドンチッチ (Luka Dončić) : 2025- |